# Microcalcarifera epicryptis
Microcalcarifera epicryptis är en fjärilsart som beskrevs av Edward Meyrick 1897. Microcalcarifera epicryptis ingår i släktet Microcalcarifera och familjen mätare. Inga underarter finns listade i Catalogue of Life.